# Eurocommerce
EuroCommerce є головною європейською організацією, що представляє сектор роздрібної та оптової торгівлі. Її очолює генеральний директор.
Вона об’єднує членів приблизно з 27 країн, які представляють переважно МСП та деякі великі компанії та об’єднання компаній на європейському чи національному рівнях.
EuroCommerce представляє кожне сьоме робоче місце (до 26 мільйонів працівників) у Європі. Вона підтримує ще мільйони нових робочих місць у всьому ланцюжку постачання, від невеликих місцевих постачальників до міжнародних компаній.
EuroCommerce є визнаним європейським соціальним партнером для роздрібної та оптової торгівлі.

## Історія
EuroCommerce була засновано в 1993 році в результаті злиття трьох великих роздрібних мереж, операторів дрібної роздрібної торгівлі та оптовиків і трейдерів. Вона об’єднує європейські та національні асоціації, що представляють різні аспекти роздрібної та оптової торгівлі, а також міжнародної торгівлі, щоб сформувати єдиний голос цього сектора в Брюсселі.
Її першим президентом (з 1993 по 1994 рік) і рушійною силою створення був доктор Альберт Хейн (1927–2011), голова великого голландського роздрібного продавця Ahold.

## Сфери політики
EuroCommerce об’єднує досвід своїх членів і секретаріату, щоб допомогти надавати інформацію та робити внесок у обговорення низки політик, включаючи конкурентоспроможність та економіку, цифрову економіку, єдиний ринок, глобальну торгівлю, навколишнє середовище та сталий розвиток, соціальну політику та виробничі відносини, харчові продукти та непродовольчі товари, підприємництво  та МСП.

## Список президентів
| Президенти                | Національність  | Мандати   |
| ------------------------- | --------------- | --------- |
| Хуан Мануель Моралес      | Іспанія         | 2021-2024 |
| Режис Дегельке            | Франція         | 2018-2021 |
| Кеннет Бенгтссон          | Швеція          | 2015–2018 |
| Карл Гуго Ербсло          | Німеччина       | 2014–2015 |
| Люсі Невілл-Рольф         | Велика Британія | 2012–2014 |
| Рейнхардт фон Леопрехтінг | Німеччина       | 2009–2012 |
| Фіргал Квінн              | Ірландія        | 2006–2009 |
| Пітер Бернерт             | Австрія         | 2003–2006 |
| Пол-Луї Галлей            | Франція         | 2000–2003 |
| Ігіно Согаро              | Італія          | 1997–2000 |
| Жак Допкі                 | Бельгія         | 1994–1997 |
| Альберт Хейн мл.          | Нідерланди      | 1993–1994 |

## Члени
Членство в EuroCommerce складається з національних асоціацій, компаній (заснованих у європейських країнах або міжнародних компаній зі штаб-квартирою в Європі) та афілійованих федерацій (незалежно від того, чи працюють вони на національному чи європейському рівні).
Станом на липень 2021 року членами є:

### Національні асоціації
| National Associations                                                         | Country    |
| ----------------------------------------------------------------------------- | ---------- |
| Wirtschaftskammer Österreich (WKÖ)                                            | Австрія    |
| Comeos                                                                        | Бельгія    |
| Association Modern Trade (AMT)                                                | Болгарія   |
| Cyprus Chamber of Commerce and Industry (CCCI)                                | Кіпр       |
| Hrvatska Gospodarska Komora (HGK)                                             | Хорватія   |
| Croatian Employers' Association (HUP)                                         | Хорватія   |
| Svaz obchodu a cestovního ruchu ČR (SOCR ČR)                                  | Чехія      |
| Dansk Erhverv                                                                 | Данія      |
| Eesti Kaupmeeste Liit (EKL)                                                   | Естонія    |
| Kauppa                                                                        | Фінляндія  |
| Fedération des Entreprises du Commerce et de la Distribution (FCD)            | Франція    |
| Conseil du Commerce de France (CDCF)                                          | Франція    |
| Bundesverband Großhandel, Außenhandel, Dienstleistungen (BGA)                 | Німеччина  |
| Handelsverband Deutschland (HDE)                                              | Німеччина  |
| Hellenic Confederation of Commerce & Entrepreneurship (ESEE)                  | Греція     |
| Országos Kereskedelmi Szövetség (OKSZ)                                        | Угорщина   |
| Vállalkozók és Munkáltatók Országos Szövetsége (VOSZ)                         | Угорщина   |
| Samtök verslunar og þjónustu (SVÞ)                                            | Ісландія   |
| Retail Ireland                                                                | Ірландія   |
| Federdistribuzione                                                            | Італія     |
| Confcommercio                                                                 | Італія     |
| Lietuvos prekybos įmonių asociacija                                           | Литва      |
| Commerce transport services (CLC)                                             | Люксембург |
| Raad Nederlandse Detailhandel (RND)                                           | Нідерланди |
| MKB-Nederland                                                                 | Нідерланди |
| Virke Hovedorganisasjonen (VIRKE)                                             | Норвегія   |
| Polska Organizacja Handlu i Dystrybucji (POHID)                               | Польща     |
| Associação Portuguesa de Empresas de Distribuição (APED)                      | Португалія |
| Confederação do Comércio e Serviços de Portugal (CCP)                         | Португалія |
| Asociaţia Marilor Reţele Comerciale din România (AMRCR)                       | Румунія    |
| Slovenská aliancia moderného obchodu (SAMO)                                   | Словаччина |
| Trgovinska zbornica Slovenije (TSZ)                                           | Словенія   |
| Asociación Nacional de Grandes Empresas de Distribución (ANGED)               | Іспанія    |
| Asociación Española de Distribuidores, Autoservicios y Supermercados (ASEDAS) | Іспанія    |
| Asociación de Cadenas Españolas de Supemercados (ACES)                        | Іспанія    |
| Svensk Handel                                                                 | Швеція     |

### Компанії
| Company                  | Country of origin or European HQ |
| ------------------------ | -------------------------------- |
| Ahold Delhaize           | Нідерланди                       |
| Aldi                     | Німеччина                        |
| Amazon                   | Європейський Союз                |
| AS Watson Group          | Велика Британія                  |
| Auchan                   | Франція                          |
| Carrefour                | Франція                          |
| CECONOMY                 | Німеччина                        |
| Colruyt                  | Бельгія                          |
| Coop                     | Швейцарія                        |
| Decathlon                | Франція                          |
| EDEKA                    | Німеччина                        |
| El Corte Inglés          | Іспанія                          |
| Esselunga                | Італія                           |
| Grupo IFA                | Іспанія                          |
| H&M                      | Швеція                           |
| Herbalife Nutrition      | Європейський Союз                |
| ICA Gruppen              | Швеція                           |
| Ikea                     | Швеція                           |
| Ikea Range & Supply      | Швеція                           |
| Inditex                  | Іспанія                          |
| Jerónimo Martins         | Португалія                       |
| Kappé International      | Нідерланди                       |
| Kesko Corporation        | Фінляндія                        |
| Kingfisher PLC           | Велика Британія                  |
| Markant                  | Німеччина                        |
| Mercadona                | Іспанія                          |
| Marks & Spencer          | Велика Британія                  |
| METRO AG                 | Німеччина                        |
| Musgrave Group           | Ірландія                         |
| Primark                  | Велика Британія                  |
| REWE Group               | Німеччина                        |
| Schwarz Gruppe           | Німеччина                        |
| Sonae                    | Португалія                       |
| SPAR Austria             | Австрія                          |
| Tesco                    | Велика Британія                  |
| Walgreens Boots Alliance | Велика Британія                  |

### Афілійовані федерації
| Афілійовані федерації                                         | Географічний охоплення |
| ------------------------------------------------------------- | ---------------------- |
| Central Bureau Levensmiddelenhandel                           | Нідерланди             |
| Прямі продажі в Європі                                        | Європейський Союз      |
| Електронна комерція в Європі                                  | Європейський Союз      |
| Європейська асоціація DIY-Retail                              | Європейський Союз      |
| European Travel Retail Council                                | Європейський Союз      |
| Європейська рада з роздрібної торгівлі побутовою електронікою | Європейський Союз      |
| Європейський союз оптових торговців електротехнікою           | Європейський Союз      |
| Європейська асоціація національних будівельників              | Європейський Союз      |
| Європейська федерація франчайзингу                            | Європейський Союз      |
| European Healthcare Distribution Association                  | Європейський Союз      |
| Європейська асоціація дистриб'юторів хімікатів                | Європейський Союз      |
| Асоціація прямих продажів                                     | Європейський Союз      |
| Пірейська торгово-промислова палата                           | Греція                 |
| Торгово-промислова палата Афін                                | Греція                 |
| Svensk Dagligvaruhandel                                       | Швеція                 |